# Лесьноґура (Мазовецьке воєводство)
Лесьноґура (пол. Leśnogóra) — село в Польщі, у гміні Ґрембкув Венґровського повіту Мазовецького воєводства.
Населення — 219 осіб (2011).
У 1975-1998 роках село належало до Седлецького воєводства.

## Демографія
Демографічна структура станом на 31 березня 2011 року:
|          | Загалом | Допрацездатний вік | Працездатний вік | Постпрацездатний вік |
| -------- | ------- | ------------------ | ---------------- | -------------------- |
| Чоловіки | 108     | 21                 | 68               | 19                   |
| Жінки    | 111     | 21                 | 63               | 27                   |
| Разом    | 219     | 42                 | 131              | 46                   |